# FC Lyon

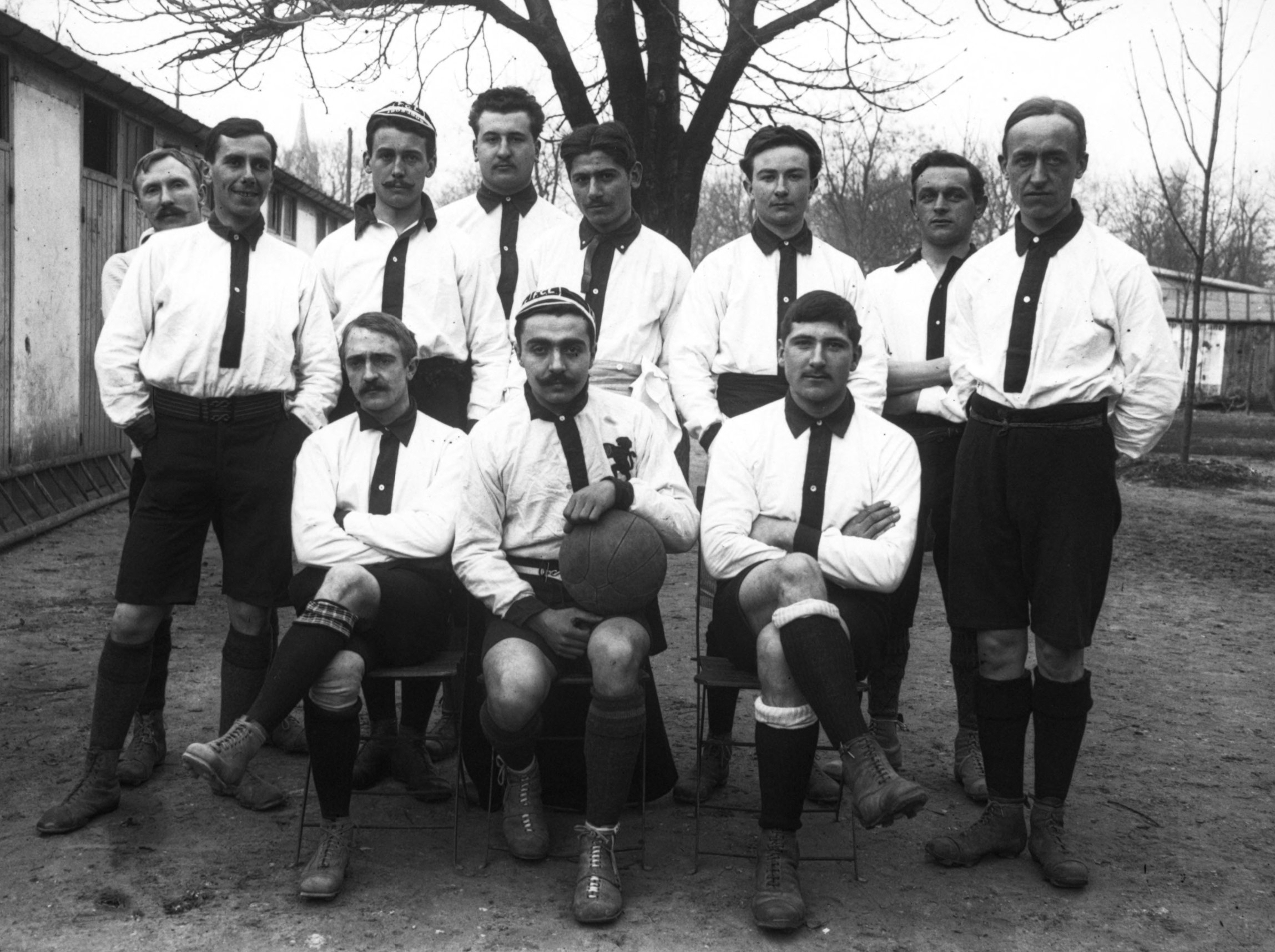
Ảnh của FC Lyon năm 1906.

FC Lyon là một câu lạc bộ thể thao của Pháp. Đội được thành lập vào ngày 17 tháng 11 năm 1893 và đáng chú ý là bộ phận bóng bầu dục và bóng đá.

## Danh hiệu

### bóng bầu dục
- Giải vô địch Pháp:
  - Vô địch: 1910

### Bóng đá
- Coupe de France:
  - Á quân: 1917-18